# Cespitularia multipinnata
Cespitularia multipinnata är en korallart som beskrevs av Achille Valenciennes. Cespitularia multipinnata ingår i släktet Cespitularia och familjen Xeniidae. Inga underarter finns listade i Catalogue of Life.